# Epidendrum arachnoglossum
Epidendrum arachnoglossum là một loài thực vật có hoa trong họ Lan. Loài này được Rchb.f. ex André mô tả khoa học đầu tiên năm 1882.